# RS Ophiuchi
RS Ophiuchi (RS Oph) là một hệ thống nova tái phát cách xa khoảng 5.000 năm ánh sáng trong chòm sao Xà Phu (Ophiuchus). Trong pha yên tĩnh của nó, nó có cường độ sáng biểu kiến khoảng 12,5. Nó đã được quan sát thấy phun trào vào năm 1898, 1933, 1958, 1967, 1985 và 2006 và đạt trung bình khoảng 5 độ. Thêm hai lần phun trào, vào năm 1907 và 1945, đã được suy ra từ dữ liệu lưu trữ. Nova tái phát được sản xuất bởi một ngôi sao lùn trắng và một người khổng lồ đỏ trong một hệ thống sao đôi. Cứ sau 20 năm, lượng vật chất từ sao khổng lồ đỏ tích tụ trên bề mặt của sao lùn trắng đủ nhiều để tạo ra vụ nổ nhiệt hạch. Sao lùn trắng quay gần với sao khổng lồ đỏ, với một đĩa bồi tụ tập trung bầu không khí tràn đầy của sao khổng lồ đỏ lên trên sao lùn trắng.

## Tính chất
RS Ophiuchi là một hệ thống bao gồm một sao lùn trắng với một người bạn đồng hành khổng lồ đỏ. Các ngôi sao nằm trong một hệ sao đôi có chu kỳ quỹ đạo khoảng 454 ngày.

## Lịch sử phun trào
| Ngày của phun trào | Năm kể từ lần phun trào cuối cùng |
| ------------------ | --------------------------------- |
| 1898               | ?                                 |
| 1907               | 9                                 |
| 1933               | 26                                |
| Năm 1945           | 12                                |
| 1958               | 13                                |
| 1967               | 9                                 |
| 1985               | 18                                |
| 2006               | 21                                |
| Hiện tại (2018)    | > 12                              |

### 1898
Vụ phun trào năm 1898 trên thực tế không được phát hiện cho đến vài năm sau khi nó xảy ra. Williamina Fleming đã phát hiện ra một quang phổ giống như nova trong các bức ảnh của Đài tưởng niệm Henry Draper và công bố nó là một ngôi sao tiềm năng vào năm 1904. Chẩn đoán này đã được Edward Charles Pickering khẳng định vào năm 1905, sau đó Annie Jump Cannon xác định rằng RS Ophiuchi có khả năng đạt đến mức tối đa vào năm 1898.

### 1907
Mặc dù vụ phun trào năm 1907 không được quan sát thấy trong khi bộc phát, các phép đo độ sáng giảm từ các quan sát lưu trữ cho thấy RS Oph đã trải qua một vụ phun trào vào đầu năm 1907 trong thời gian nó bị che khuất bởi mặt Trời.

### 1933
Vụ nổ năm 1933 lần đầu tiên được phát hiện bởi Eppe Loreta, đến từ Bologna, Ý. Loreta đã quan sát Y Ophiuchi khi anh ta tình cờ nhận thấy một vật thể sáng khoảng 50 phút cung phía tây nam của Y Oph. Việc phát hiện ngôi sao phát sáng này đã dẫn đến sự bùng nổ thứ hai được ghi nhận của RS Oph. Một khám phá độc lập về hoạt động này đã được Leslie Peltier (P) thực hiện vài ngày sau đó trong khi kiểm tra biến số thường xuyên của mình.

### Năm 1945
Vụ phun trào năm 1945 cũng được suy ra từ dữ liệu lưu trữ sau khi bộc phát do hậu quả che khuất từ mặt trời trong độ sáng cực đại. Vụ phun trào này chắc chắn hơn năm 1907, vì đuôi của vụ phun trào cũng được quan sát thấy.

### 1958
Vụ nổ năm 1958 được phát hiện bởi Cyrus Fernald, nằm ở Longwood, Florida. Báo cáo hàng tháng của Fernald cho tháng 7 năm 1958, bao gồm 345 quan sát, hiển thị một ghi chú trong đó ông nhận xét "Không quá tốt trong một tháng ngoài các quan sát RS Oph (tổng cộng 19). Thật thú vị khi xem sự thay đổi màu sắc khi ngôi sao mờ dần. Nó có màu vàng đỏ vào đêm đầu tiên, sau đó là màu vàng đỏ, vân vân. Quan sát cuối cùng là ngôi sao đỏ nhất mà tôi từng thấy. " Màu đỏ thẫm mà Fernald nói là biểu thị cho sự phát xạ H-alpha mạnh mẽ được hiển thị trong vài ngày sau khi bộc phát.

### 1967
Vụ nổ năm 1967 một lần nữa được phát hiện bởi Cyrus Fernald (FE), tuy nhiên, Fernald không được công nhận cho sự quan sát sớm nhất về mức tối đa. Trong cùng một buổi tối, Tiến sĩ Max Beyer (BY), ở Hamburg, Đức, đã quan sát biến số ở cường độ 6. Do sự khác biệt 6 giờ trong múi giờ, Tiến sĩ Beyer đã được ghi nhận với báo cáo đầu tiên.

### 1985
Vào tháng 1 năm 1985, Warren Morrison ở Peterborough, Canada đã phát hiện ra RS Oph một lần nữa bùng nổ, đạt độ sáng tối đa 5,4.

### 2006
Vào ngày 12 tháng 2 năm 2006, một vụ nổ mới đã xảy ra, đạt tới cường độ 4,5. Cơ hội đã được thực hiện để quan sát nó ở các bước sóng khác nhau. Nó được quan sát đáng chú ý với VLTI bởi Olivier Chesneau, người đã phát hiện ra một quả cầu lửa kéo dài ngay sau 5,5 ngày sau vụ nổ (xem hình bên dưới).